# 漁波駅
漁波駅（オパえき）は朝鮮民主主義人民共和国平安南道平原郡漁波労働者区にある、朝鮮民主主義人民共和国鉄道省平義線の駅である。
1919年3月7日にこの駅の前で約千人によって独立運動が行われた。

## 隣の駅
朝鮮民主主義人民共和国鉄道省
平義線
石巌駅 - 漁波駅 - 粛川駅